# هرمن نیبری
هرمن نیبری (انگلیسی: Herman Nyberg; ۲۲ فوریهٔ ۱۸۸۰ – ۶ ژوئیهٔ ۱۹۶۸) قایقران قایق بادبانی اهل سوئد بود.